# Udea torvalis
Udea torvalis is een vlinder uit de familie van de grasmotten (Crambidae), uit de onderfamilie van de Spilomelinae. De wetenschappelijke naam van deze soort is voor het eerst voorgesteld als Botys torvalis door Heinrich Benno Möschler in een publicatie uit 1864.
De soort komt voor in Canada.